# Oligosita breviclavata
Oligosita breviclavata är en stekelart som beskrevs av Yousuf och Shafee 1988. Oligosita breviclavata ingår i släktet Oligosita och familjen hårstrimsteklar. Inga underarter finns listade i Catalogue of Life.